# Stazione di Ashigara
La stazione di Ashigara (足柄駅?, Ashigara-eki) è una stazione ferroviaria situata nella città di Odawara, nella prefettura di Kanagawa, in Giappone, e serve la linea Odakyū Odawara delle Ferrovie Odakyū.

## Linee
Ferrovie Odakyū
● Linea Odakyū Odawara

## Struttura
La stazione è realizzata in superficie, con un marciapiede laterale e uno a isola, con tre binari passanti.
| 1   | ● Linea Odakyū Odawara | per Odawara e Hakone-Yumoto              |  |
| 2-3 | ● Linea Odakyū Odawara | per Sagami-Ōno, Shinjuku e linea Chiyoda |  |

## Stazioni adiacenti
| «                                          | Servizio             | »                    |
| Linea Odakyū Odawara                       | Linea Odakyū Odawara | Linea Odakyū Odawara |
| ------------------------------------------ | -------------------- | -------------------- |
| Hotaruda                                   | Locale Semiespresso  | Odawara              |
| L'espresso e l'espresso rapido non fermano |                      |                      |